# Black Cocaine
Black Cocaine is een EP van het Amerikaanse hiphop duo Mobb Deep. Het is het eerste album van het duo sinds Prodigy vrijkwam uit de gevangenis. De EP verkocht meer dan 4000 kopieën in de eerste week.

## Tracklist
| Nr. | Titel                                                  | Producer(s)           | Duur |
| --- | ------------------------------------------------------ | --------------------- | ---- |
| 1.  | Dead Man Shoes (featuring Bounty Killer)               | Beat Butcha           | 4:42 |
| 2.  | Black Cocaine                                          | The Alchemist         | 4:09 |
| 3.  | Conquer                                                | Havoc                 | 3:23 |
| 4.  | Get It Forever (featuring Nas)                         | The Alchemist         | 4:02 |
| 5.  | Last Days                                              | Young Free            | 3:13 |
| 6.  | Waterboarding (Limited Edition Bonus)                  | The Alchemist         | 3:32 |
| 7.  | Street Lights (Limited Edition Bonus) (featuring Dion) | J.U.S.T.I.C.E. League | 4:23 |